# منطقه آریکا و پاریناکوتا
منطقه آریکا و پاریناکوتا (به اسپانیایی: Arica y Parinacota Region) یک سکونتگاه مسکونی در شیلی است که در شیلی واقع شده‌است.

## خصوصیات
منطقه آریکا و پاریناکوتا ۲۱۳٬۵۹۵ نفر جمعیت دارد.